# 台63線
台63線，又稱中投公路（英語：Zhongtou Highway），為臺灣一條聯絡臺中市及南投縣之省道公路，舊稱中投快速公路。北起臺中市南區，南至南投縣草屯鎮，全長19.023公里。

## 概述
台63線起自臺中市南區忠明南路與台3線國光路路口，以地下道穿越國立中興大學的校地後，隨即往南轉向五權南路，而後於頂橋東巷路口附近開始高架化往南而行，續經大里區、霧峰區。跨大里溪後可經中投交流道連接國道三號相交，跨烏溪大橋後於南投縣草屯鎮境內經草屯一交流道連接省道台63甲線、草屯二交流道與台14線芬草路相交，末至南投縣草屯端與台14乙線碧興路相接結束，可沿台14乙線碧興路一段往南行駛接台76線，為高架與平面道路共構的快速道路。台63線不僅是臺中市與南投縣兩地的聯絡道路，也是全台第一條通車的快速公路。高架路段沿線均有平面道路可供汽車、機車與慢車行駛，台中市境內為中投東路（北上方向）、中投西路（南下方向）與南投縣境內墩煌路。
台63線原規劃為中投快速公路，當時負責設計與建造單位為臺灣省政府住宅及都市發展處（今內政部國土管理署）。後因高架路線路面起伏較大、加減速車道不足，造成速限僅60~70km/h，未達快速公路標準。2006年7月1日起，配合道路交通管理處罰條例的修正，公路總局將台63線快速公路於快速公路系統中除名並重新檢討其定位，目前歸類在省道中的聯絡公路，並非快速公路。惟台63線仍然屬於「管制出口道路」（封閉式道路）及「高架道路」。

## 交流道

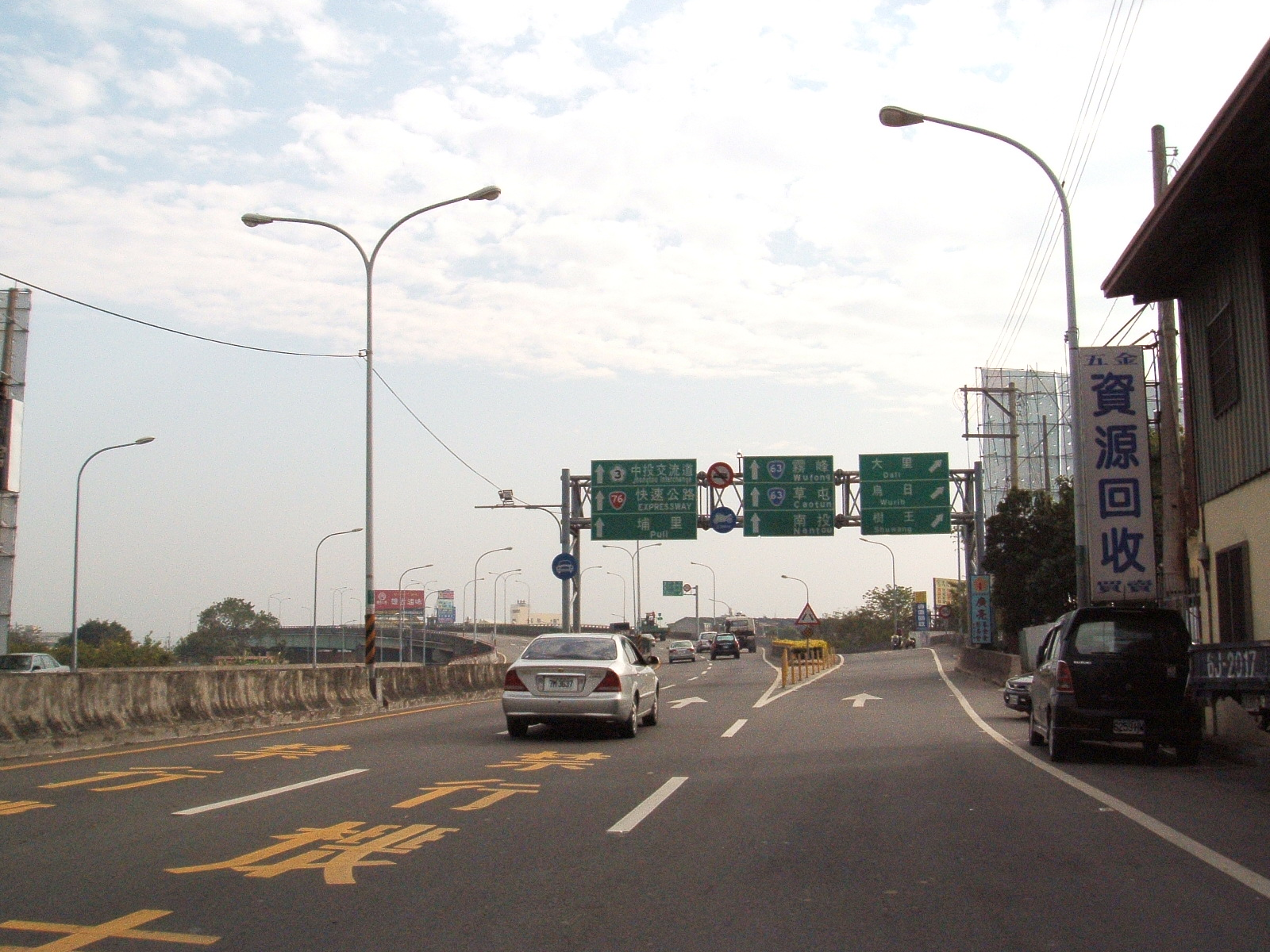
中投公路高架路段起點

| 台63線路線設施里程一覽表          |        |                     |                                             |                                         |                  |                                              | |
| 標誌                              | 里程   | 名稱                | 順樁預告                                    | 逆樁預告                                | 形式             | 通車日                                       | 銜接道路 →聯絡地區 |
|                                   |        |                     |                                             |                                         |                  |                                              | |
| 出口                              | 0.0    | 台中端              | 中投公路起點                                | 潭子 豐原 臺中火車站 大里 霧峰 公路終點 | 直接式           | 1998年1月1日                                 | 台3線（國光路）、忠明南路 · →南區、臺中車站                                                                           |
| 0.0～0.8k 地下道 跨越中興大學校區 |        |                     |                                             |                                         |                  |                                              | |
| 此處有交通號誌                    | 0.8    | 興大路平交路口      | 不適用                                      | 中興大學                                | 平交路口         | 1998年1月1日                                 | 興大路 →南區、國立中興大學                                                                                            |
| 此處有交通號誌                    | 1.0    | 五權忠明平交路口    | 國立臺灣美術館 高鐵臺中站 臺中火車站        | 國立臺灣美術館 臺中火車站               | 平交路口         | 1998年1月1日                                 | 五權南路、忠明南路 →南區、國立臺灣美術館、高鐵台中站、臺中車站                                                        |
| 此處有交通號誌                    | 1.2    | 南和路88巷平交路口  | 不適用                                      | 不適用                                  | 平交路口         | 1998年1月1日                                 | 南和路88巷 →南區 |
| 此處有交通號誌                    | 1.4    | 高工路平交路口      | 不適用                                      | 大里 霧峰                               | 平交路口         | 1998年1月1日                                 | 高工路、大明路 →南區                                                                                                  |
| 此處有交通號誌                    | 1.6    | 五權南一路平交路口  | 不適用                                      | 不適用                                  | 平交路口         | 1998年1月1日                                 | 五權南一路 →南區 |
| 此處有交通號誌                    | 1.7    | 平交路口            | 公路總局養護起點                            | 公路總局養護終點                        | 平交路口         | 1998年1月1日                                 | （無名道路） →南區 |
|                                   | 1.8    | 東興路              | 大里市區 東興路                             | （僅南出北入）                          | 半套鑽石型       | 1998年1月1日                                 | 側車道：中投東、西路⇒中101線 · →大里區                                                                                |
| 1.8K 高架路段起點                 |        |                     |                                             |                                         |                  |                                              | |
| 出口                              | 2.6    | 大里一              | 文心南路 德芳路                             | 文心南路 德芳路                         | 分離式簡易鑽石型 | 1998年1月1日                                 | 中129線 · 文心南路⇒台1乙線（復興路） · 德芳路 · 側車道：中投東、西路 · →大里區、南區                                  |
| 出口                              | 3.9    | 大里二              | 大里路                                      | 大里路 臺中軟體園區 高鐵站              | 分離式簡易鑽石型 | 1998年1月1日                                 | 中106線⇒環中路 · 側車道：中投東、西路 · →大里區、烏日區、臺中軟體園區、高鐵台中站                                     |
| 4.7K~5.9K                         |        |                     |                                             |                                         |                  |                                              | |
| 出口                              | 7.2    | 中投                | 霧峰 中投交流道                             | 霧峰 中投交流道 921地震教育園區         | 分離式簡易鑽石型 | 1998年1月1日 （銜接） 2003年1月17日 （銜接） | 福爾摩沙高速公路 · 市道127號 · 中110線 · 中115線 · 側車道：中投東、西路 · →霧峰區吳厝、烏日區喀哩、九二一地震教育園區 |
| 出口                              | 10.1   | 丁台                | 丁台 北勢                                   | 北勢 丁台                               | 分離式簡易鑽石型 | 1998年1月1日                                 | 中115線 · 側車道：中投東、西路 · →霧峰區丁臺                                                                          |
| 出口                              | 12.4   | 萬豐                | 萬豐 舊正交流道                             | 舊正 舊正交流道                         | 分離式簡易鑽石型 | 1998年1月1日                                 | 中116線 · 側車道：中投東、西路 · →霧峰區萬豐、 舊正交流道                                                             |
| 13.8K~14.8K                       |        |                     |                                             |                                         |                  |                                              | |
| 出口                              | 14.8   | 草屯一              | 草屯                                        | （僅南出北入）                          | 半套鑽石型       | 1998年1月1日                                 | 台63甲線 · 側車道：墩煌路 · →草屯鎮草屯市區                                                                           |
| 出口                              | 16.7   | 草屯二              | 草屯 草屯交流道                             | （僅南出北入）                          | 半套鑽石型       | 1998年1月1日                                 | 台14線 · 側車道：墩煌路 · →草屯鎮草屯市區、芬園鄉、 草屯交流道                                                        |
| 17.4K 高架路段終點                |        |                     |                                             |                                         |                  |                                              | |
|                                   | 17.4   | 墩煌路              | （僅北出南入）                              | 芬園 草屯市區                           | 半套鑽石型       | 1998年1月1日                                 | 側車道：墩煌路⇒台14線 · →草屯鎮草屯市區、芬園鄉                                                                       |
| 此處有交通號誌                    | 17.5   | 墩煌路220巷平交路口 | 不適用                                      | 不適用                                  | 平交路口         | 1998年1月1日                                 | 墩煌路二段220巷 →草屯鎮石頭埔                                                                                         |
| 此處有交通號誌                    | 17.8   | 投4線平交路口       | 不適用                                      | 不適用                                  | 平交路口         | 1998年1月1日                                 | 投4線 · →草屯鎮石頭埔                                                                                                 |
| 此處有交通號誌                    | 18.5   | 墩煌路139巷平交路口 | 不適用                                      | 不適用                                  | 平交路口         | 1998年1月1日                                 | 墩煌路一段139巷⇔墩煌路一段168巷 →草屯鎮北投                                                                           |
| 此處有交通號誌                    | 18.7   | 墩煌路116巷平交路口 | 不適用                                      | 不適用                                  | 平交路口         | 1998年1月1日                                 | 墩煌路一段116巷 →草屯鎮北投                                                                                           |
| 此處有交通號誌                    | 18.9   | 北投路平交路口      | 不適用                                      | 不適用                                  | 平交路口         | 1998年1月1日                                 | 墩煌路一段25巷⇔北投路 →草屯鎮北投                                                                                     |
| 出口                              | 19.023 | 草屯端              | 快速公路 中興交流道 南投 芬園 彰化 公路終點 | 公路起點                                | 直接式           | 1998年1月1日                                 | 台14乙線⇒台14線 · →南投市、芬園鄉、 中興系統交流道、 中興交流道                                                       |

## 支線

### 甲線

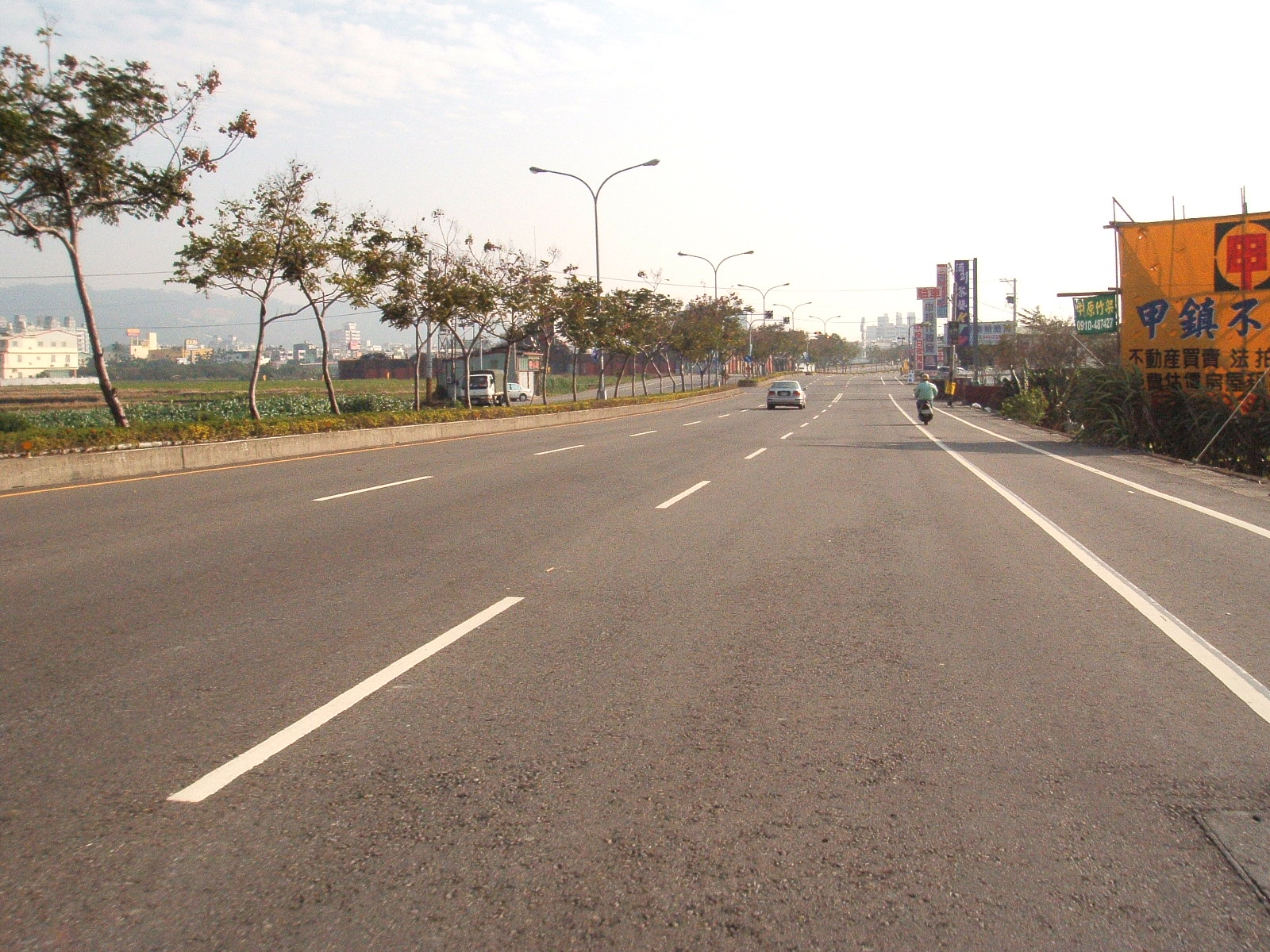
台63甲線南投草屯路段

台63甲線，又稱中投公路草屯支線，位於南投縣草屯鎮，路名為新豐路，為台63線唯一支線，全線均為平面道路。
北於中投公路草屯一交流道自主線分岔出，南接台14線草屯鎮博愛路（市區），全長2.193公里。
行經行政區域
全線均位於南投縣境內。
| 草屯鎮 | 草屯一交流道 | 0.000 | 台63線       | 公路起點 台63線僅設南出北入 |  |
| 草屯鎮 | 番子田       | －    | 投1-1線      |                             |  |
| 草屯鎮 | 新           | －    | （地區道路） |                             |  |
| 草屯鎮 | －           |       |              |                             |  |
| 草屯鎮 | 草屯市區     | －    | 投3線        | 投3線終點                   |  |
| 草屯鎮 | 草屯市區     | 2.193 | 台14線       | 公路終點                    |  |
|        |              |       |              |                             |  |

## 沿線路名
| 主線（平面路段） - 忠明南路 - 五權南路 - 中投東、西路 - 墩煌路 | 甲線 - 新豐路 |

## 車道數及速限
主線
| 路段                       | 車道數 | 車道數 | 車道數 | 速限 （km/h） |  |
| 路段                       | 南下   | 北上   | 雙向   | 速限 （km/h） |  |
| -------------------------- | ------ | ------ | ------ | ------------- |  |
| 台中端～1.8K               | 2      | 2      | 4      |               |  |
| 1.8K～大里一交流道         | 3      | 3      | 6      |               |  |
| 大里一交流道～草屯一交流道 | 3      | 3      | 6      |               |  |
| 草屯一交流道～草屯二交流道 | 2      | 2      | 4      |               |  |
| 草屯二交流道～草屯端       | 3      | 3      | 6      |               |  |

甲線
| 路段 | 車道數   | 車道數   | 車道數   | 速限 （km/h） |
| 路段 | 南下     | 北上     | 雙向     | 速限 （km/h） |
| ---- | -------- | -------- | -------- | ------------- |
| 全線 | 3快＋1慢 | 3快＋1慢 | 6快＋2慢 |               |

## 相關資訊
- 興建單位：臺灣省政府住宅及都市發展處市鄉規劃局（今內政部國土管理署）
- 維護單位：
  - 臺中市養護工程處（0k～1.8k）
  - 交通部公路局中區養護工程分局員林工務段（1.8k～19k、台63甲線）
- 管理單位：
  - 台63線
    - 臺中市政府警察局（台中端～烏溪大橋）
    - 南投縣政府警察局（烏溪大橋～草屯端）

  - 台63甲線
    - 南投縣政府警察局

## 外部連結
- 公路總局*（页面存档备份，存于）
- 台63線省道快速公路交流道示意圖 （页面存档备份，存于）